# Championnats du monde de BMX 1996
Navigation
Édition suivante
Les championnats du monde de BMX 1996, première édition des championnats du monde de BMX organisés par l'Union cycliste internationale, ont eu lieu du 16 au 18 août 1996 à Brighton, au Royaume-Uni. Ils sont remportés par le Britannique Dale Holmes chez les hommes et par l'Australienne Natarsha Williams chez les femmes.

## Podiums
| Épreuves                     | Or                | Argent             | Bronze            |
| ---------------------------- | ----------------- | ------------------ | ----------------- |
| Épreuves masculines          |                   |                    |                   |
| Élite hommes                 | Dale Holmes       | Randy Stumpfhauser | Florent Boutte    |
| Cruiser élite hommes         | Jamie Staff       | Jason Richardson   | Florent Boutte    |
| Épreuve masculines - juniors |                   |                    |                   |
| Junior hommes                | Carmine Falco     | Jason Whitted      | Thierry Fouilleul |
| Cruiser junior hommes        | Scott Beaumont    | Frédéric King      | Scott Burston     |
| Épreuves féminines           |                   |                    |                   |
| Élite femmes                 | Natarsha Williams | Natascha Massop    | Kerstin Munski    |
| Junior femmes                | Alesha Pollard    | Tatjana Schocher   | Sheila Songcuan   |

## Tableau des médailles
| Rang  | Nation          | Or | Argent | Bronze | Total |
| ----- | --------------- | -- | ------ | ------ | ----- |
| 1     | Grande-Bretagne | 3  | 0      | 1      | 4     |
| 2     | Australie       | 2  | 0      | 0      | 2     |
| 3     | France          | 1  | 1      | 3      | 5     |
| 4     | États-Unis      | 0  | 3      | 1      | 4     |
| 5     | Pays-Bas        | 0  | 1      | 0      | 1     |
|       | Suisse          | 0  | 1      | 0      | 1     |
| 7     | Allemagne       | 0  | 0      | 1      | 1     |
| Total | Total           | 6  | 6      | 6      | 18    |